# Lex Antonia de Termessibus
Die Lex Antonia de Termessibus war ein römisches Plebiszit ungesicherten Datums. Einerseits werden für die Gesetzesinitiative des Volkstribunen Gaius Antius Restio aus prosopographischen Gründen die Jahre 71 und 72 v. Chr. angegeben, andererseits wird vermutet, dass erst das Jahr 68 v. Chr. in Betracht kommt, weil zuvor noch Sullas kategorisches Verbot tribunizischer Rogationen gewirkt habe und Gaius Antius Restio in dem Jahr Mitglied des Tribunenkollegiums gewesen sei.
Die in diesem Gesetz enthaltenen Regelungen sind inschriftlich festgehalten und richteten sich an die Bevölkerung der pisidischen Stadt Termessos in Kleinasien. Den Bewohnern der Stadt wurde darin ein privilegierter Status im Verhältnis zu Rom zugesichert und dessen Freundschaft angeboten (Bündniszweck).
Bedeutung hat das Gesetz in zivilrechtlicher Hinsicht insbesondere deshalb, weil es Aufschluss über unterschiedliche Varianten des Rechts am Eigentum und Rechts zum Besitz (habere possidere uti frui) nach römischem und peregrinem Recht gibt.
Die Bronzetafel wurde zwischen 1513 und 1528 in Rom aufgefunden und wird im Archäologischen Nationalmuseum Neapel unter der Inventarnummer 2638 verwahrt.